# 町まるごと宝探し!THE OPEN
『町まるごと宝探し！THE OPEN』（まちまるごとたからさがし ジ・オープン）は、2020年3月3日にテレビ東京系列の『火曜エンタ』枠で放送されたバラエティ番組である。

## 出演者
並びは五十音順。
- 朝比奈彩
- 織田信成
- 春日俊彰（オードリー）
- 神宮寺勇太（King & Prince）
- 神保悟志
- 鈴木福
- 塚田僚一（A.B.C-Z）
- 濱口優（よゐこ）
- 宮川大輔
- ゆきぽよ